# Веселин Рачић
Веселин Рачић (Долац, 2. мај 1953 — Београд, 29. децембар 2023) био је љекар из Црне Горе. У тадашњем Иванграду завршио је основну школу и гимназију. Медицински факултет Универзитета у Београду завршио је 1977. године. Специјализацију из интерне медицине завршио је на Интерној А клиници КЦС 1986. године. На Медицинском факултету у Београду завршио је прва два постдипломска семестра из области гастроентерологије 1984. док је трећи и четврти семестар завршио на Медицинском факултету Универзитета у Нишу 1995. Супспецијалистичке студије из области гастроентерологије завршио је на Војно-медицинској академији 2005. године. 
Од 2004. године до краја радног века био је шеф интернистичке службе Опште болнице у Беранама. Био је и стручни сарадник Медицинског факултета Универзитета Црне Горе. 
После краће болести преминуо је у Београду 2023. године.

## Образовање
- 1971: Гимназија Панто Малишић, Иванград
- 1977: Медицински факултет Универзитета у Београду
- 1984: Постдипломске студије из области гастроентерологије, први и други семестар, Медицински факултет у Београду
- 1986: Специјалистичке студије из интерне медицине, Интерна А клиника у Београду
- 1995: Постдипломске студије из области гастроентерологије, трећи и четврти семестар, Медицински факултет Универзитета у Нишу
- 2003: Едукација из ултрасонографије абдомена, Војно-медицинска академија Београд
- 2005: Супспецијалистичке студије из гастроентерологије, Војно-медицинска академија Београд.